# Schwendibach (Steffisburg)
Schwendibach – miejscowość w gminie Steffisburg w kantonie Berno, w okręgu Thun w Szwajcarii. Do 31 grudnia 2019 samodzielna gmin, zamieszkiwana przez 237 mieszkańców (31 grudnia 2019).